# Rue Coypel
La rue Coypel est une voie située dans le quartier de la Salpêtrière du 13e arrondissement de Paris.

## Situation et accès
Elle débute 142, boulevard de l'Hôpital et se termine 75, avenue des Gobelins.
La rue Coypel est accessible par les lignes 5, 6 et 7 à la station Place d'Italie.

## Origine du nom
La rue porte le nom de la famille de peintres français Coypel, en particulier Noël Coypel et son fils, Antoine Coypel, en raison de la proximité de la Manufacture des Gobelins pour laquelle ils ont travaillé.

## Historique
La rue a été ouverte en 1868 dans le cadre de l'urbanisation du quartier d'anciennes carrières entre l'avenue des Gobelins et le boulevard de l'Hôpital.

## Bâtiments remarquables et lieux de mémoire
- La rue longe l'emplacement de l'ancien marché des Gobelins, fermé en 1900[3].
- no 4 : L'écrivain et médecin Georges Duhamel y est né le 30 juin 1884[4].
- Une antenne de la préfecture de police de Paris.

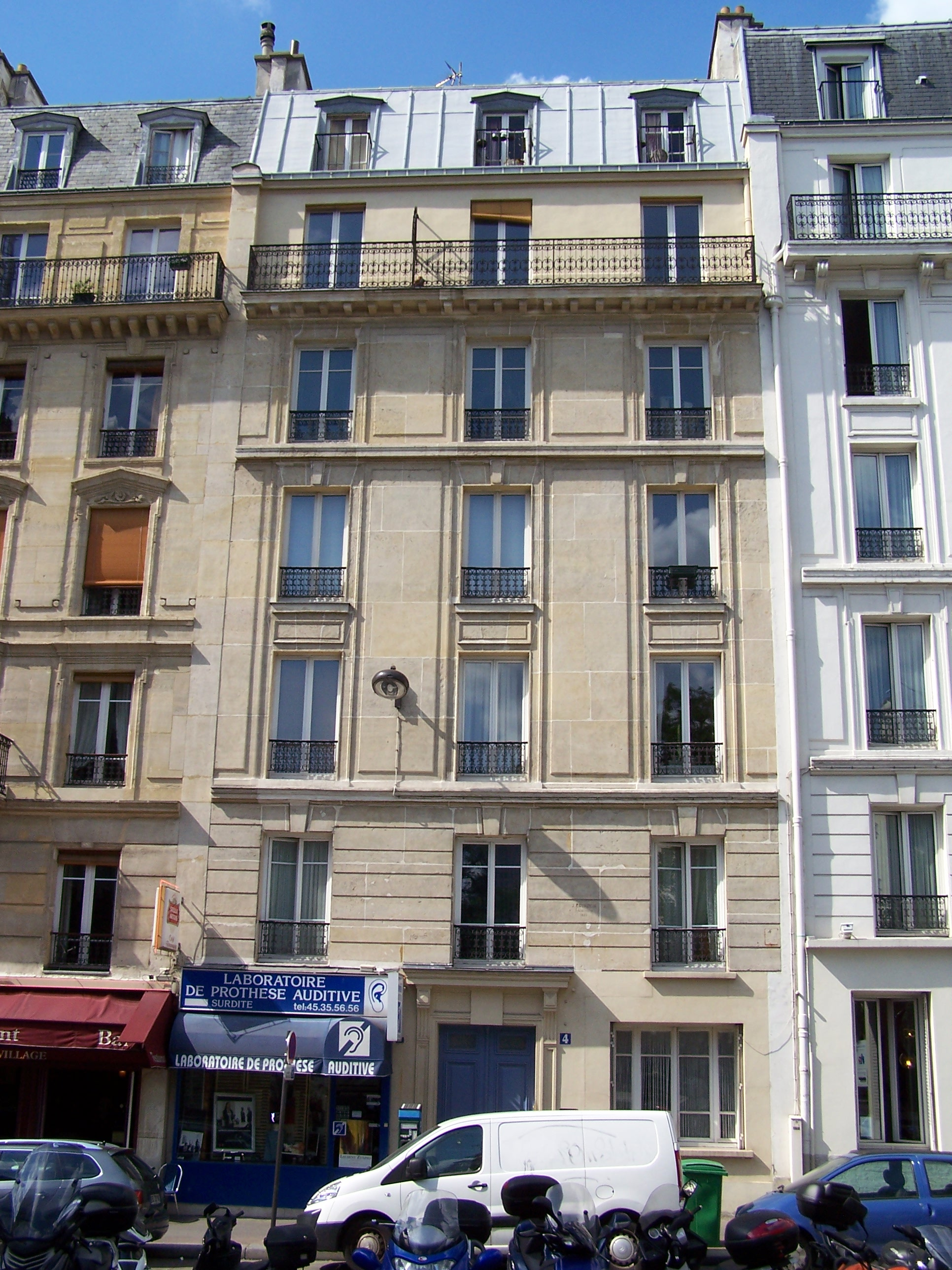
Le no 4 où naquit Georges Duhamel.